# 原臺灣總督府專賣局臺南支局鹽埕分室
22°58′04″N 120°11′17″E / 22.967677°N 120.188013°E
原臺灣總督府專賣局臺南支局鹽埕分室位於臺南市南區，於民國九十二年（2003年）5月13日公告為臺南市市定古蹟。該建築原本是臺灣總督專賣局所設置以管理瀨北鹽場的鹽埕分室辦公廳舍，由於專賣局曾多次改制，造成此建物有過不同名稱，古蹟登錄時以最初的「原臺灣總督府專賣局臺南支局」定名。此建築現在已經整修完成並開放參觀，旁邊緊鄰傳統市場鹽埕市場，對面則有鹽埕圖書館。

## 沿革

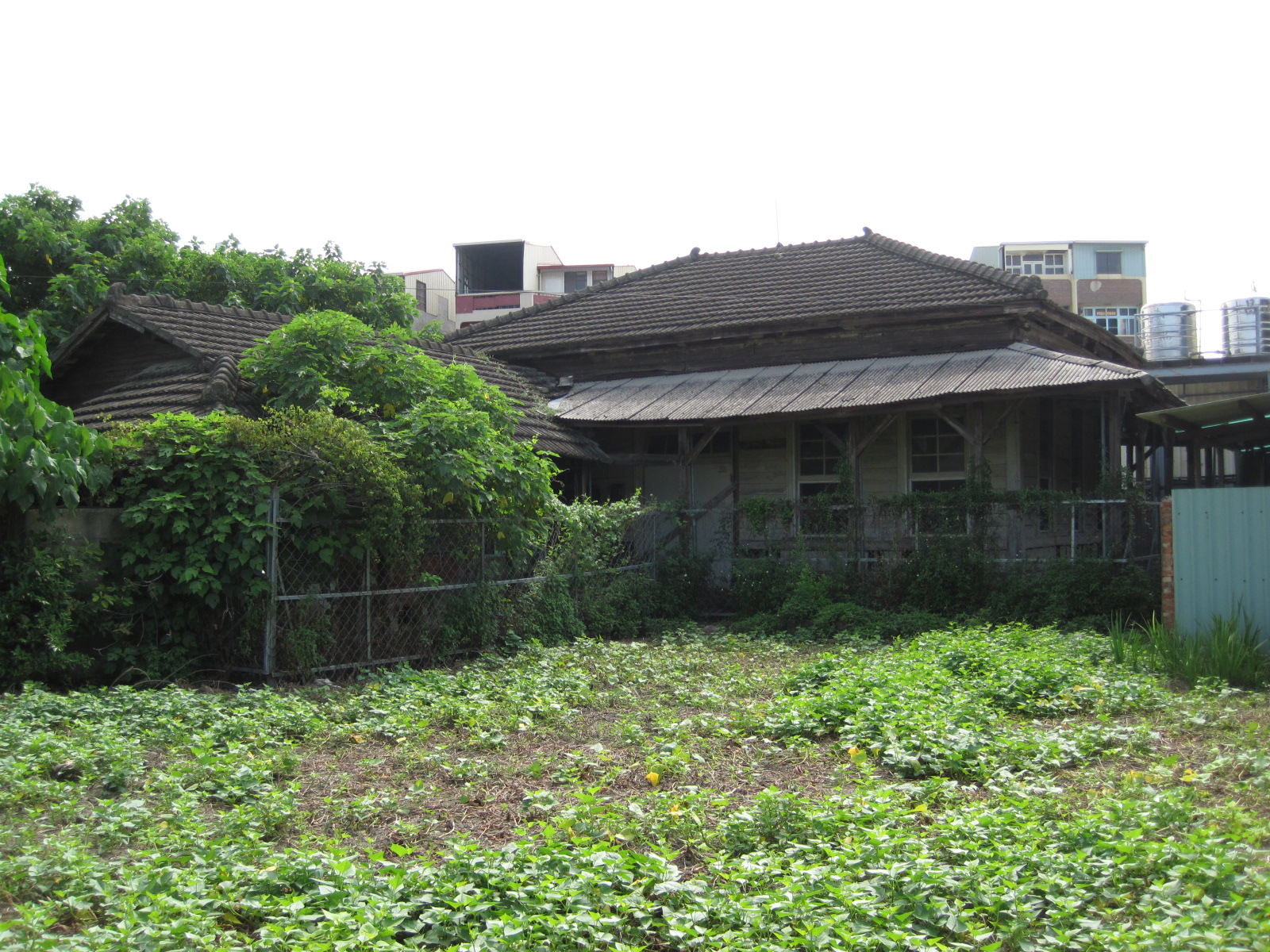
修復前之建築物背面

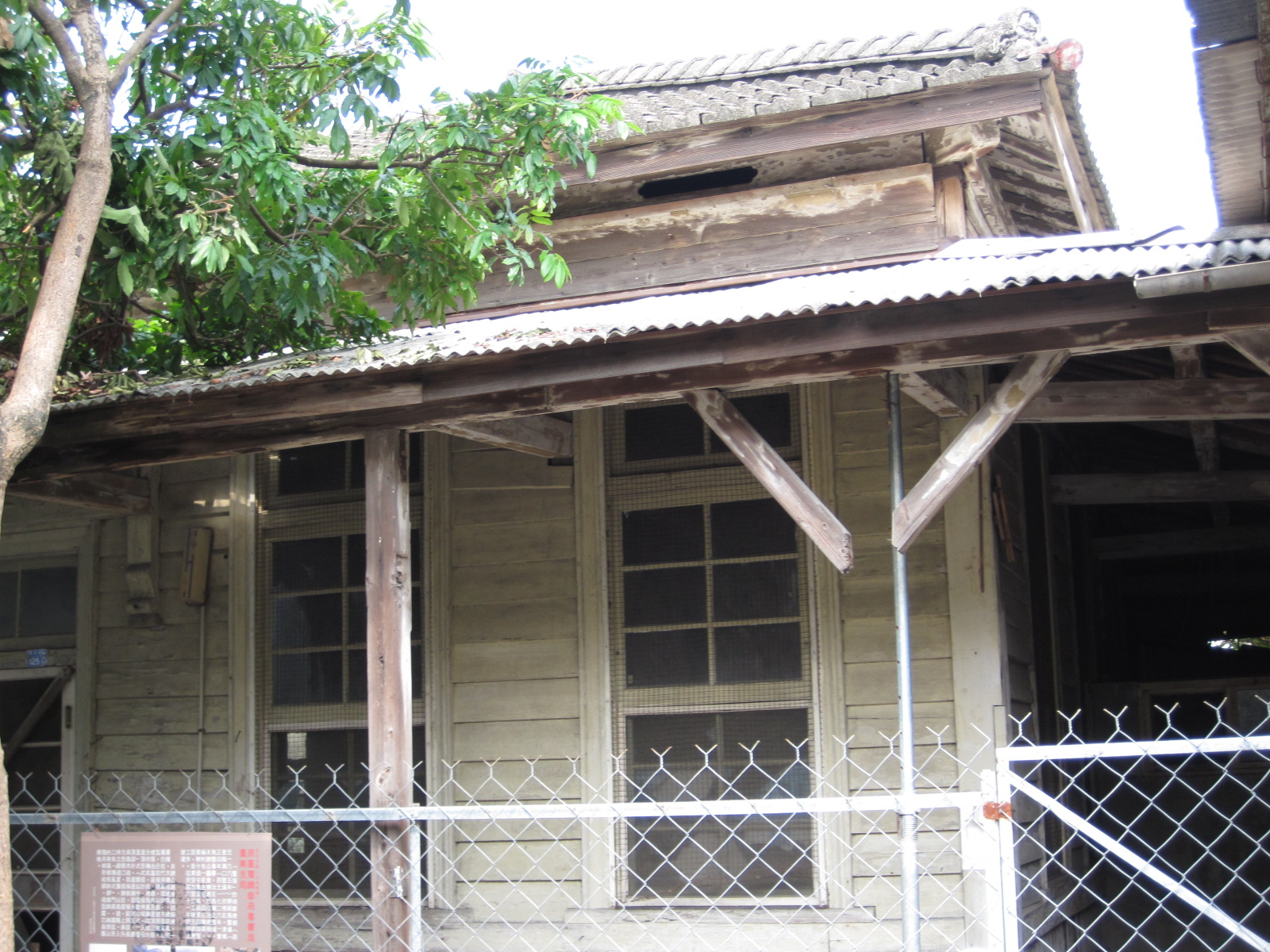
修復前之建築東面之一角

鹽埕分室所管理之位於臺南市南區鹽埕的鹽田，於臺灣日治時期稱為瀨北鹽場，其歷史可追溯到荷蘭、明鄭時期的瀨口鹽田，為日治時期實施食鹽專賣政策時的重要鹽場。

### 台南鹽務局與專賣局台南支局時期
日治時期台南地區有許多的專賣機構，且隨著專賣制度變革，專賣機構亦數度變遷。其中最早的專賣機關為台灣總督府於1900年4月實施食鹽專賣後所設的「台南鹽務局」。台南鹽務局最初的廳舍位於台南市內的三四街的「義民祠」（今臺南市中西區忠義路二段180號附近），並設倉庫於鹽埕。然而，臺灣鹽務局僅成立1年多，隨即於1901年6月1日與臺灣樟腦局、臺灣總督府製藥所共同合併為臺灣總督府專賣局；台南鹽務局則改為「專賣局臺南支局」，繼續管理鹽務，其廳舍在此時已遷到了台南鹽埕現址。

### 出張所與分室時期
後來，台南製鹽的重心逐漸轉移到安平。首先於1919年11月在安平街設立了「專賣局安平洗滌鹽工場」，並於1922年4月11日設立「專賣局安平支局」，位於鹽埕的台南支局在同時降為「專賣局安平支局鹽埕出張所」。同年11月，台南市北門町的「台南專賣支局」設立，於是鹽埕出張所又被改成「台南專賣支局安平出張所鹽埕鹽分室」；兩年後（1924年）的12月又改為「專賣局台南支局鹽埕分室」，並於此時興建保留至今的廳舍建築。其編制只有一名主任與四名職員，轄區則為今國宅里到南都里的四個鹽區。

### 臺鹽臺南鹽場鹽埕場務所
二次大戰結束後，該建築成為「臺鹽臺南鹽場鹽埕場務所」的辦公廳舍，直到民國六十一年（1972年）鹽埕鹽田廢棄後才改為職員宿舍，後來又因故閒置。民國一〇四年（2015年）進行建築修復，於民國一〇六年（2017年）修復完工。
在此建築右前方的市場，原本是位在鹽埕北極殿前面，因該廟改建才遷至此地。原先只是打算短期借用，但時至今日攤販依然在該處營業。

## 建築特色
本建物原為明治四十二年（1909年）建於高雄「烏樹林支局紅毛港出張所」的廳舍，後來拆解後移築到現址，並在西側增建，作為第二代台南支局的廳舍，於大正九年（1920年）完工。該建築坐西朝東，平面成L形，分成前後棟並以廊道相接。外部建材使用塗上瀝青的臺灣檜木所製的雨淋板，內部的木構則使用臺灣杉木，牆基與建築基座則使用磚頭，其牆上則等距開有方形窗戶。前棟屋頂為重簷四坡水形式，後棟則為「入母屋造」的形式。而在建築外圍還設有迴廊，入口處則設有「博風式」門廊。